# 北海道道385号长和停车场线
北海道道385号长和停车场线（日语：北海道道385号長和停車場線）是一条连结北海道伊達市的国道37号交点和室蘭本線长和车站的普通道级道路（北海道道）。

## 概要
- 起点：北海道伊達市長和町（国道37号交点）
- 終点：北海道伊達市長和町（室蘭本線長和站）

## 经过的自治体
- 胆振综合振兴局
  - 伊達市

## 相交叉和连结的道路
- 国道37号（起点）